# Diaclase
 (mai 2022).
Si vous disposez d'ouvrages ou d'articles de référence ou si vous connaissez des sites web de qualité traitant du thème abordé ici, merci de compléter l'article en donnant les références utiles à sa vérifiabilité et en les liant à la section « Notes et références ».

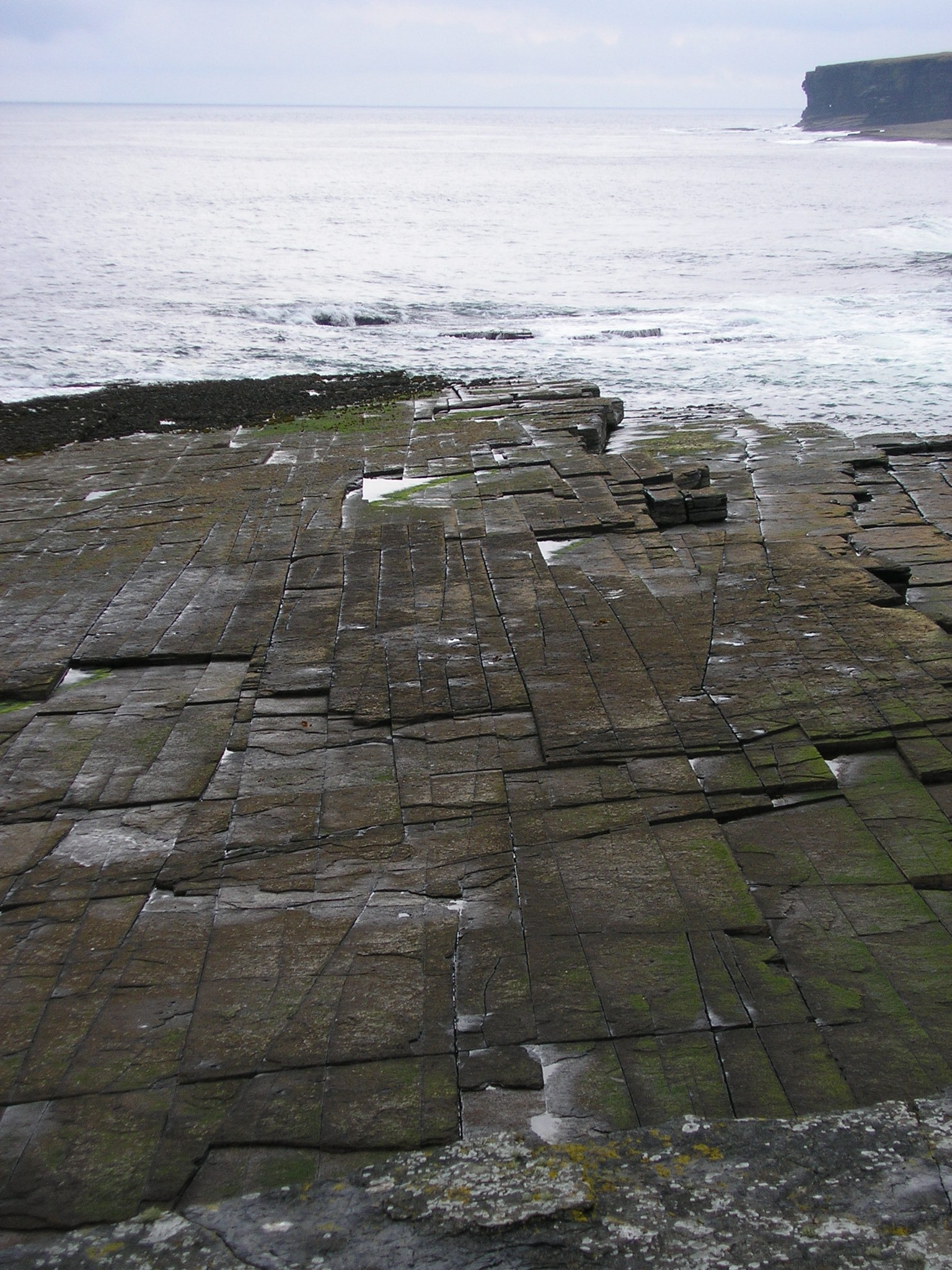
Pierre de Lauze.

En géologie, une diaclase (du grec διά [dia], « par » et klasis, « fracture, rupture ») est une déformation au cours de laquelle une roche se fend sans que les parties disjointes s'éloignent l'une de l'autre (ne pas confondre avec la faille). Il n'y a ni déplacement (pas de rejet), ni remplissage. Ce type de fracture est souvent orienté perpendiculairement aux limites de stratification.
Une diaclase peut apparaître du fait des pressions auxquelles est soumise la roche : pression lithostatique et contraintes locales liées aux mouvements.
Mais en général, de faibles contraintes tectoniques sont nécessaires et les diaclases se forment facilement.
Ce terme est communément utilisé pour désigner les sillons très profonds qui se sont formés dans la roche calcaire du massif des Tsingy de Bemaraha, à Madagascar. Il est également utilisé en médecine pour désigner certaines fractures provoquées pour corriger une déformation.

## Karstologie
Du fait de la dissolution des roches calcaires, une diaclase peut s'élargir sans qu'il y ait un déplacement des parties, et ménager une galerie qu'un cours d'eau souterrain ou des spéléologues peuvent emprunter.
Les réseaux souterrains se forment schématiquement, verticalement à partir des diaclases, horizontalement à partir des joints de stratification. Ce schéma peut s'inverser en cas de redressement des couches.
Par extension de sens, les spéléologues désignent, parfois improprement, comme étant des diaclases toutes les galeries plus hautes que larges.